# Ruth Snyder
May Ruth Snyder (de soltera Brown, 27 de marzo de 1895 - 12 de enero de 1928) fue una asesina estadounidense. Su ejecución en la silla eléctrica en la prisión de Sing Sing de Nueva York en 1928, por el asesinato de su marido, Albert Snyder, quedó registrada en una fotografía muy publicitada.

## Asesinato de Albert Snyder
May Ruth Brown conoció a Albert Edward Snyder en 1915, en la ciudad de Nueva York, cuando ella tenía 20 años y él era un artista de 33. La pareja tenía poco en común; Ruth (conocida por sus más cercanos como Tommy) fue descrita como vivaz y sociable, mientras que Snyder fue descrito como muy reservado y hogareño. A pesar de sus diferencias de personalidad y de edad, la pareja se casó y se instaló en una modesta casa en Queens. En 1918, Ruth dio a luz a su única hija, una niña llamada Lorraine. Albert Snyder trabajó como editor de arte para la revista Motor Boating, publicada en su mayor parte por la editora Hearst Magazines, y ganaba cien dólares a la semana.
En 1925, Ruth comenzó una aventura con Henry Judd Gray, un vendedor de corsés casado que vivía en los suburbios de Nueva Jersey. Ella comenzó a planear el asesinato de su esposo Albert, solicitando la ayuda de Gray, pero él se mostró reacio. Algunos afirman que el disgusto de Ruth por su esposo aparentemente comenzó cuando él insistió en colgar una foto de su difunta prometida, Jessie Guischard, en la pared de su primera casa y le puso su nombre a su lancha. Guischard, a quien Albert describió a Ruth como "la mejor mujer que he conocido", había muerto hacía 10 años. Sin embargo, otros notaron que Albert Snyder fue emocional y físicamente abusivo, culpando a Ruth por el nacimiento de una hija en lugar de un hijo, exigiendo un hogar perfectamente ordenado y agrediendo físicamente tanto a ella como a su hija Lorraine cuando no se cumplieron sus exigencias.
Ruth primero persuadió a Albert para que comprara un seguro y con la ayuda de un agente de seguros (que posteriormente fue despedido y enviado a prisión por fraude), firmó una póliza de seguro de vida de $48,000 más un bono extra, si un acto inesperado de violencia mataba a la víctima. Según Gray, Ruth había hecho al menos siete intentos de matar a Albert, pero sobrevivió. El 20 de marzo de 1927, la pareja garroteó a Albert con un alambre para cuadros, le llenó la nariz con trapos empapados en cloroformo y lo golpeó con una faja, luego escenificó su muerte como parte de un robo. Los detectives en la escena notaron que el ladrón dejó poca evidencia de irrumpir en la casa. Además, el comportamiento de Ruth no concordaba con su historia de una esposa aterrorizada que presenciaba cómo mataban a su marido.
La policía descubrió que los objetos que Ruth había afirmado que habían sido robados todavía estaban en la casa, pero escondidos. Se produjo un gran avance cuando un detective encontró un papel con las letras JG (era un recuerdo que Albert había guardado de su antigua novia Guischard) y le preguntó a Ruth al respecto. La mente nerviosa de Ruth inmediatamente se dirigió a Gray, cuyas iniciales también eran JG, y le preguntó al detective qué tenía que ver Gray con el asesinato. Era la primera vez que se mencionaba a Gray, y la policía sospechó al instante. Gray fue encontrado en Syracuse, Nueva York. Afirmó que había estado allí toda la noche, pero se descubrió que un amigo suyo había preparado la habitación de Gray en un hotel para respaldar su coartada. Gray demostró ser mucho más comunicativo que Ruth sobre sus acciones. Fue capturado y devuelto a Queens y acusado junto con Ruth.

### Juicio

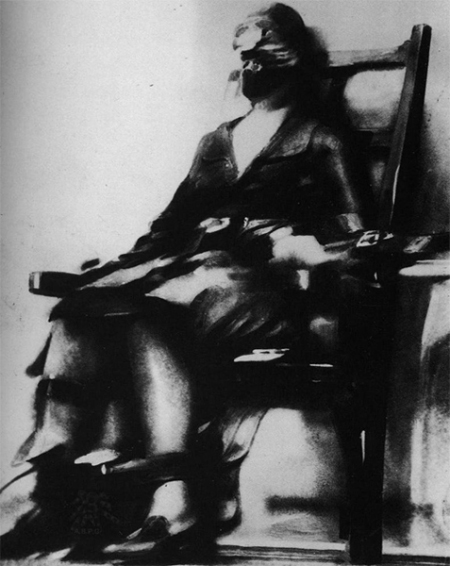
Foto de Ruth Snyder a mitad de su ejecución tomada por Tom Howard y publicada al día siguiente en el New York Daily News.

Ruth y Gray se enfrentaron entre sí, alegando mutuamente la responsabilidad de matar a Albert; ambos fueron declarados culpables y condenados a muerte.

### Ejecución
Ruth fue encarcelada en la cárcel de Sing Sing en Ossining, Nueva York. El 12 de enero de 1928, se convirtió en la primera mujer ejecutada en Sing Sing desde Martha Place en 1899. Fue a la silla eléctrica 10 minutos antes que Judd Gray, su ex amante. Su ejecución (por el electricista del estado de Nueva York: Robert G. Elliott) fue fotografiada subrepticiamente en el momento en que la electricidad corría por su cuerpo con la ayuda de una cámara de placa en miniatura atada al tobillo de Tom Howard, un fotógrafo del Chicago Tribune que trabajaba en cooperación con el Daily News propiedad de Tribune. Más tarde, la cámara de Howard fue propiedad del inventor Miller Reese Hutchison y luego pasó a formar parte de las colecciones del Museo Nacional de Historia Estadounidense del Instituto Smithsoniano.
Ruth fue enterrada en el cementerio Woodlawn en el Bronx. Su lápida dice "May R." e incluye su fecha de muerte. Gray fue enterrado en el cementerio de Rosedale en Montclair, Nueva Jersey.

## Lorraine Snyder

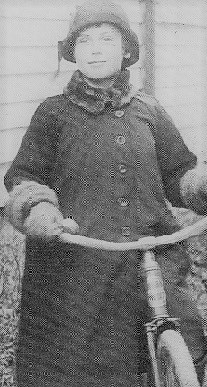
Lorraine Snyder en 1928.

Tras el pronunciamiento de la sentencia de muerte de Ruth Snyder en mayo de 1927, surgieron disputas legales entre los familiares con respecto al cuidado de la hija de Ruth y Albert: Lorraine, que tenía nueve años en ese momento. Warren Schneider, hermano de Albert, solicitó que se le permitiera nombrar un tutor legal que no fuera miembro de la familia de Ruth. Josephine Brown, madre de Ruth, también solicitó la custodia de la niña. Lorraine había estado al cuidado de Brown desde el asesinato. Su abuela materna colocó formalmente a Lorraine en la institución católica de monjas donde residía en el momento de la ejecución de su madre. Ruth pidió que no trajeran a su hija a la prisión para una última visita.
El 7 de septiembre de 1927, Josephine Brown recibió la tutela de la niña. Durante este tiempo, hubo disputas con la compañía de seguros que Ruth había utilizado para asegurar la vida de su esposo. Aunque una póliza, con un valor de US $30,000, se le pagó sin oposición a la hija de Gray. Los familiares presentaron una demanda para anular otras dos pólizas, con un valor de $45,000 y $ 5,000 (las tres pólizas combinadas con un valor de $ 1.4 millones en 2023). Para mayo de 1928, la compañía de seguros puso a disposición $4,000 para el mantenimiento de Lorraine. En noviembre de 1928 se llegó a un fallo en el caso, y un tribunal determinó que las pólizas no se podían cobrar porque se habían emitido de manera fraudulenta. En el momento de la sentencia, el abogado que actuaba en nombre de la familia de Ruth solicitó al tribunal que les permitiera apelar sin un registro impreso sobre la base de que la familia estaba en la indigencia y no podía vender la casa debido a la notoriedad del caso. En mayo de 1930, se dictaminó en apelación que las dos políticas no eran válidas.

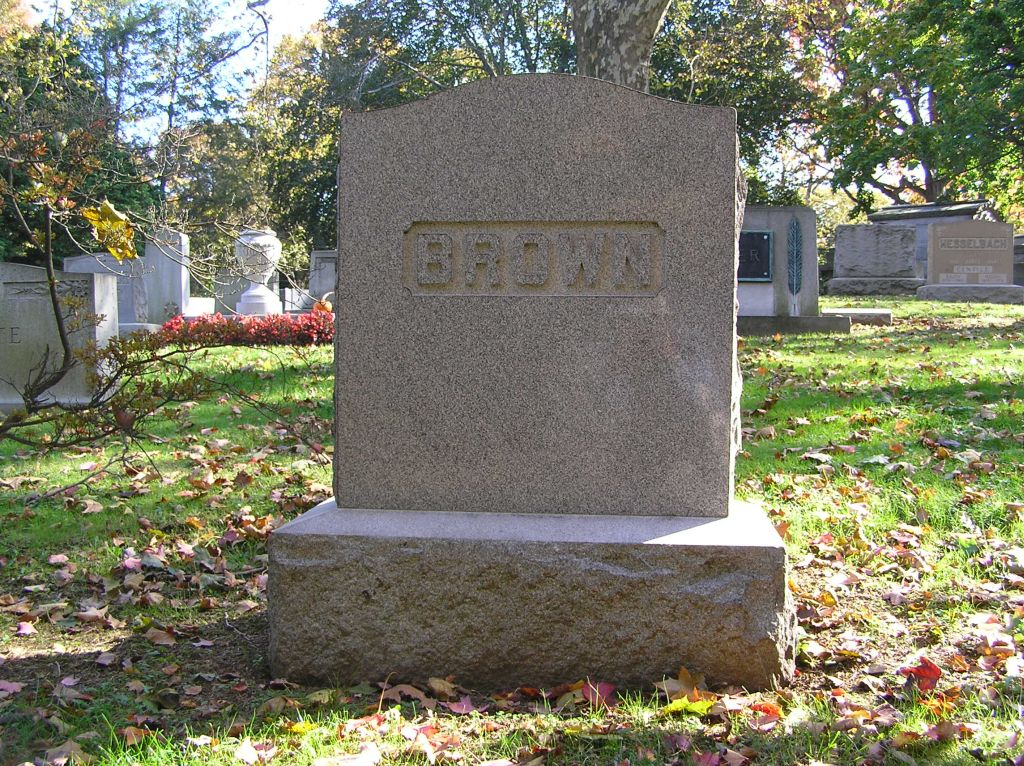
La tumba de Ruth Brown Snyder en el cementerio de Woodlawn.

Mientras estaba encarcelada en el corredor de la muerte, Ruth Snyder escribió una carta sellada que solicitó que se le entregara a Lorraine "cuando tenga la edad suficiente para entender". Un año después de la ejecución de su madre, Lorraine aparentemente estaba al tanto de que sus padres estaban muertos, pero no de la forma en que murieron.

## Representación en los medios
- Una versión ficticia del juicio fue la base de las escenas de State's Attorney (1932) con John Barrymore como fiscal.
- El caso sirvió de inspiración para la novela Double Indemnity (1936) de James M. Cain,[21] que fue adaptada para la pantalla en 1944 por Billy Wilder y Raymond Chandler.
- Cain mencionó que su libro The Postman Always Rings Twice (1934) se inspiró en el crimen.
- Cerca del final de la película de 1951 The Thing from Another World, un reportero llamado Scotty menciona que la ejecución de Snyder fue la primera que cubrió.
- En la novela de 1954 The Bad Seed, el autor William March basó su descripción de la ejecución de Bessie Denker en la de Ruth Snyder.
- El álbum de 1991 de Guns N' Roses, Use Your Illusion, presenta, como parte de la obra de arte adjunta, una foto de la banda posando frente a una reproducción de gran tamaño del titular/fotografía del Daily News que anuncia la ejecución de Ruth Snyder.
- La novela de Saul Bellow de 1953 Las aventuras de Augie March alude a la fotografía de Ruth Snyder en el Capítulo 8.